# Ptygura elsteri
Ptygura elsteri är en hjuldjursart som beskrevs av Koste 1972. Ptygura elsteri ingår i släktet Ptygura och familjen Flosculariidae. Inga underarter finns listade i Catalogue of Life.